# Marii

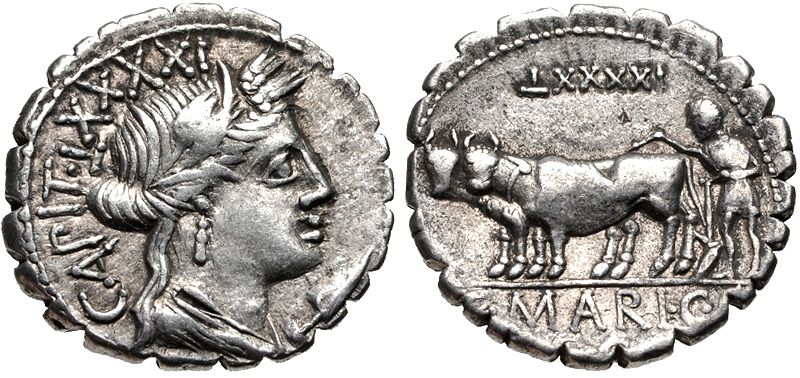
Denier de Gaius Marius Capito, -81. Cérès est représenté sur l'avers, tandis que le revers représente un laboureur avec un attelage de bœufs.

La gens Maria était une famille plébéienne de Rome. Son membre le plus célèbre était Caius Marius, l'un des plus grands généraux de l'Antiquité et sept fois consul,.

## Origine
En tant que nomen, Marius est probablement dérivé du praenomen osque Marius, auquel cas la famille peut être d'origine sabine ou sabellique, bien que sous cette forme le nom soit latinisé et qu'il ne soit pas possible de prouver que la famille est originaire d'un autre endroit que Rome,.

## Praenomen
Les Marii de la République utilisaient les praenomen Marcus, Gaius, Lucius, Quintus et Sextus . Publius et Titus se retrouvent à l'époque impériale.

## Branches et cognomen
Les Marii de la République n'ont jamais été divisés en familles, même si au fil du temps, notamment sous les empereurs, plusieurs d'entre eux ont pris des noms de famille. Le seul cognomen trouvé sur les pièces de monnaie est Capito.

## Membres

### Sous la République

#### Marii d'Arpinum
- Caius Marius, (v.-200 - ?)[4].;
  - Caius Marius, (v.-180 - ?), chevalier romain;
    - Caius Marius, (-158 - 13/1/-86), consul en -107, -104, -103, -102, -101, -100 et -86[5],[4].;
      - Caius Marius, (-109 - -82), consul en -82;

    - Maria, épouse de Lusius;
    - Marcus Marius, (v.-145 - ap.-101), propréteur d'Hispanie Ultérieur;
    - Maria, épouse de Marcus Gratidius;
      - Marcus Marius Gratidianus, (v.-125 - -82), fils adoptif de son oncle Marcus Marius, tribun de la plèbe en -87[a 1],[a 2],[a 3],[a 4],[a 5].;

En -45, un citoyen romain prétendit être le petit-fils de Marius, il fut exécuter sur ordre de Marc-Antoine le 13 Avril -44,,,,,.

#### Marii d'Urvinum
- Caius (Marius), (v.-90 - ?);
  - Titus Marius Siculus, (v.-70 - ap.-36), chevalier romain[a 12],[6].;

#### Autres
- Quintus Marius, triumvir monetalis entre -189 et -180[7].
- Marcus Marius, originaire de Sidicinum, questeur de cette même ville, et contemporain de Gaius Gracchus[a 13],
- Gaius Marius C. f. Capito, triumvir monetalis en -81. Partisans de Sylla[8],[9].
- Marcus Marius, questeur en -76, légat de Sertorius, il est exécuter en -72[10].
- Marcus Marius, plaide la cause des Valentini avant Verres. Ciceron le décrit comme un homo disertus et nobilis[a 14].
- Titus Marius, un ami de Cicéron[a 15].
- Lucius Marius, tribun de la plèbe en -62[a 16].
- Lucius Marius L. f., apporte son soutien à Marcus Aemilius Scaurus, celui-ci étant accusé d'extortion en -54[a 17],[a 18].
- Sextus Marius, legat de Publius Cornelius Dolabella en Syria, en -43[a 19].

### Sous le Principat

#### Marii Marcelli
- Caius Marius Marcellus, (v.-50 - ?), légat d'Auguste en Achaie[11].;
  - ? (Marius Marcellus), (v.-20 - ?);
    - ? (Marius Marcellus), (v.10 - ?);
      - Caius Marius Maximus Octavius Publius Cluvius Rufus, (v.40 - ap.80), consul suffect en 80[11].;

#### Marii Celci
- Quintus Marius Celsus, (v.1 - ap.31), préteur péregrin en 31[6];
  - ? Aulus Marius Celsus, (v.20 - 73), consul suffect en 69[a 20].;
  - ? Maria, épouse de (Iulius);
    - ? Tiberius Iulius Candidus Marius Celsus, (v.45 - 109/17), consul II en 105, proconsul d'Asie;

#### Marii Perpetui
- (Marius Perpetuus);
  - Caius Marius Perpetuus, (v.40/50 - ?), patron de Thugga;
  - ? (Marius Perpetuus);
    - ? Lucius Marius Perpetuus, (v.90 - ap.122), scribe d'un questeur du proconsul d'Afrique;
      - Lucius Marius Perpetuus, (v.125 - ap.v.161), chevalier romain;
        - Lucius Marius Maximus Perpetuus Aurelianus, (v.158 - ap.223), proconsul d'Asie, proconsul d'Afrique, Préfet de Rome en 217, consul II en 223, historien romain[a 21].;
          - Lucius Marius Maximus, (v.195 - ap.232), consul en 232;

        - Lucius Marius Perpetuus, (v.162 - ap.214), consul suffect vers 203;
          - Lucius Marius Perpetuus, (v.200 - ap.237), consul en 237[12];
          - ? Maria Aureliana Violentilla, (v.205 - ?), épouse de Quintus Egnatius Proculus[13];

#### Marii Vegetini
- Lucius (Marius Vegetinus), (v.140/60 - ?);
  - Lucius Marius Vegetinus Marcianus Minicianus Myrtilianus, (v.170/90 - ?), consul suffect[14];
    - Maria Rufina, décédé a l'âge de 4 mois[13];
    - Lucius Marius Vegetinus Lucanus Tiberenus, décédé à l'âge de 6 mois[14];

#### Marii deBenevent
- Marcus (Marius), (v.170 - ?);
  - Marcus Marius Titius Rufinus, (v.195 - ap.231/5), consul suffect[14];

#### Marii deTarraconaise

##### Marii deTuriazo
- Lucius Marius, duumvir de Turiaso après -2;
- Caius Marius Vegetus, duumvir de Turiaso sous Tibère;

#### Marii deGaule narbonnaise

##### Marii deVienna
- Decimus (Marius), (v.-10 - ?);
  - Caius Marius, (v.10/20 - ap.37/54), chevalier romain;
  - Marius, (v.20 - ap.37/54),

#### Marii deGaule lyonnaise

##### Marii deLugdunum
- Marcus Tritius Florens, (v.120 - ?);
  - Marcus Marius Florentinus, (v.150 - ?);
    - (Marius), (v.175 - ?), sénateur romain[b 1];

#### Autres
- Gaius Marius  triumvir monetalis under Augustus in 13 BC[15],[16],[17].
- Marius Nepos, sénateur romain de rang prétorien, exclu du sénat par Tibère en 17, à cause de l'énormité de ses dettes[a 22],[12].
- Sextus Marius, ami de l'empereur Tibère, il était le citoyen romain d'Hispanie le plus riche, condamné à mort puis exécuter avec sa fille en 33[a 23],[a 24].
- Marius Cordus, consul suffect entre 45 et 47, proconsul d'Asia de 55 à 56[11],[18],[19].
- Publius Marius, consul en 62.
- Marius Maturus, procurateur des Alpes Maritimae durant la guerre entre Othon et Vitellius[a 25],[11].
- Marius Priscus, proconsul d'Afrique en 100, durang le règne de Trajan, accusé d'extorsion et de cruauté[a 26].
- Marius Secundus, partisans de Macrin, il est admis au sénat par ce dernier puis devint légat d'Auguste propréteur de Syrie en 218, tuer par les partisans d'Elagabal en Juin de la même année[a 27],[14].
- Caius Marius Pudens Cornelianus, légat de la Legio VII Gemina, en 222[14].
- Maria T. f. Casta, épouse de Lucius Maesius Rufus, tribun militaire de la legio XV Apollinaris en Syria[13].
- Imp. Caesar Marcus Aurelius Marius Augustus, usurpateur en Gaule en 269[a 28],[a 29],[a 30],[20].
- Caius Marius Victorinus, grammairien, rhéteur, et philosophe du IVe siècle[21].
- Marius Mercator, auteur chrétien du Ve siècle[22].
- Decius Marius Venantius Basilius, consul en 484.
- Marius Plotius Sacerdos, grammairien, il à probablement vécu au Ve siècle ou VIe siècle[23].
- Marius, évêque d'Aventicum de 574 à 596.

## Voir également
- Liste des gens romaines